# De Tweede Wereldoorlog
De Tweede Wereldoorlog is een historisch werk van Winston Churchill.  Het beschrijft de periode 1919-1945, dat wil zeggen vanaf het einde van de Eerste Wereldoorlog tot het einde van de Tweede Wereldoorlog.
De Engelse versie (The Second World War) bestaat uit zes delen en verscheen vanaf 1948.  De vierde editie van de Nederlandse vertaling, uitgegeven in 1989 door Tirion, bestaat uit twaalf delen :
1. Van oorlog tot oorlog (1919 - 1939)
2. De Schemeroorlog (september 1939 - mei 1940)
3. Frankrijks val (mei - augustus 1940)
4. Engelands eenzame positie (augustus - december 1940)
5. Duitsland dringt op naar het oosten (januari - juni 1941)
6. Amerika in de oorlog (juni 1941 - januari 1942)
7. De Japanse stormloop (december 1941 - juli 1942)
8. Afrika teruggewonnen (juni 1942 - mei 1943)
9. De As gebroken (juli - november 1943)
10. Van Teheran tot Rome (november 1943 - juni 1944)
11. Het tij der Victorie (juni - december 1944)
12. Het IJzeren Gordijn (februari - juli 1945)

## Enkele opmerkelijke citaten
- Het fascisme was het gevaarlijkste voortbrengsel van het communisme. (boek 1, blz. 14)
- Op zijn minst tot 1934 toe had de herbewapening van Duitsland kunnen voorkomen worden, en wel zonder verlies van ook maar één mensenleven. (deel 1, hoofdstuk 3)
- Mein Kampf was de nieuwe koran vol blind geloof in de oorlog. (boek 1, blz. 52)
- Zij (de nazi's) verschillen van de bolsjevieken, die zij bestrijden, niet meer dan de noordpool van de zuidpool. (boek 1, blz. 56)
- Vierhonderd jaar lang is het Engelands buitenlandse politiek geweest om zich tegenover de sterkste [...] mogendheid op het vasteland te stellen en, in het bijzonder, om te voorkomen dat de Lage Landen in handen van die mogendheid zouden vallen. (boek 1, blz. 195)
- Stoutmoedig optredende Nederlandse onderzeeboten brachten verscheidene Japanse schepen tot zinken. - december 1941 (boek 6, blz. 1804)
- Ik persoonlijk meende dat Polen naar het westen zou kunnen opschuiven. (boek 10, blz. 2981)
- Het is waarlijk wel zeer merkwaardig dat de Russische legers op het moment waarop het Poolse ondergrondse leger in opstand is gekomen, hun offensief tegen Warschau hebben gestaakt en over enige afstand zijn teruggetrokken. (boek 11, blz. 3351)
- Op 4 september [1944] trok de 11de pantserdivisie Antwerpen binnen, waar zij, tot onze verrassing en vreugde, de haven vrijwel onbeschadigd aantrof. (boek 11, blz. 3403)
- Een groot succes was bereikt bij de ontwarring van de Griekse en Turkse bevolkingen na de vorige oorlog, maar in dat geval waren nog geen 2 miljoen mensen verplaatst.  Nam echter Polen Oost-Pruisen en Silezië tot de Oder in bezit, dan zou dit de terugvoering van 6 miljoen Duitsers betekenen. (boek 12, blz. 3573)